# Marcelina Zawisza

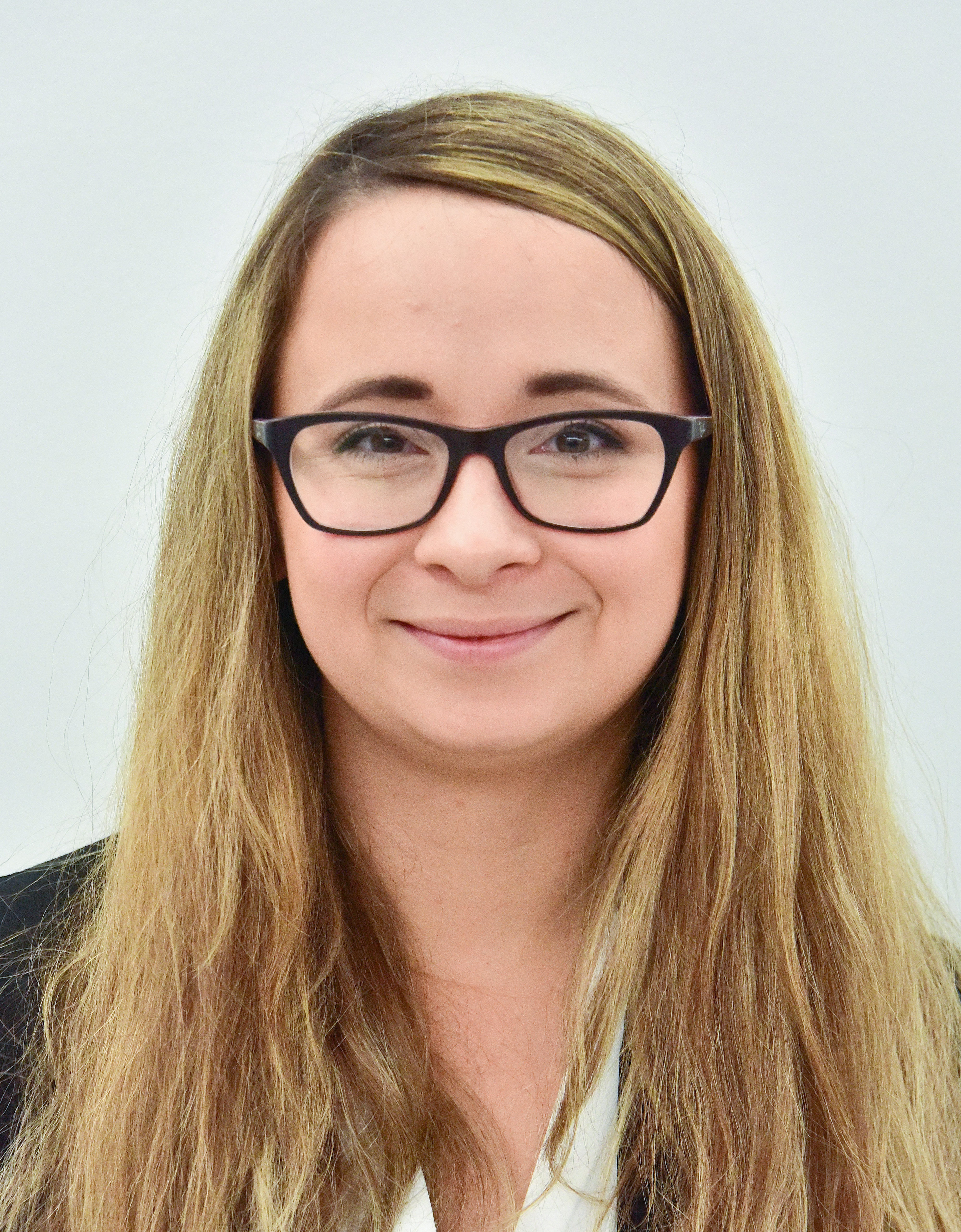
Marcelina Zawisza (2019)

Marcelina Monika Zawisza (* 3. Mai 1989 in Katowice) ist eine polnische Politikerin und soziale Aktivistin, seit Mai 2015 Vorstandsmitglied der linksgerichteten Partei Razem („Gemeinsam“).